# Balázs Vindics
Balázs Vindics (* 28. März 1994) ist ein ungarischer Leichtathlet, der sich auf den Mittelstreckenlauf konzentriert.

## Sportliche Laufbahn
Erste internationale Erfahrungen sammelte Balázs Vindics im Jahr 2015, als er bei den U23-Europameisterschaften in Tallinn im 800-Meter-Lauf mit 1:50,13 min in der ersten Runde ausschied. 2017 nahm er an den Halleneuropameisterschaften in Belgrad teil, scheiterte aber auch dort mit 1:49,18 min im Vorlauf, wie auch zwei Jahre später bei den Halleneuropameisterschaften in Glasgow mit 1:49,98 min. 2020 stellte er in Budapest mit 1:46,20 min einen neuen Hallenrekord über 800 Meter auf und 2021 schied er bei den Halleneuropameisterschaften im polnischen Toruń mit 1:50,40 min in der Vorrunde aus. Im Jahr darauf verpasste er bei den Hallenweltmeisterschaften in Belgrad mit 1:49,52 min den Finaleinzug. 2023 schied er bei den Halleneuropameisterschaften in Istanbul mit 1:48,16 min im Halbfinale aus. Im Juni siegte er in 1:48,75 min bei der Hungarian GP Series – Nyíregyháza und schied dann im August bei den Weltmeisterschaften in Budapest mit 1:47,18 min in der ersten Runde aus. Im Jahr darauf kam er bei den Hallenweltmeisterschaften in Glasgow mit 1:47,83 min nicht über den Vorlauf hinaus. Im Juni schied er bei den Europameisterschaften in Rom mit 1:46,84 min ebenfalls in der ersten Runde aus.
In den Jahren von 2019 bis 2021 wurde Vindics ungarischer Meister über 800 Meter sowie 2019 auch im 1500-Meter-Lauf. Zudem siegte er 2016 in der 4-mal-800-Meter-Staffel sowie 2017 mit der 4-mal-400-Meter-Staffel. In der Halle wurde er von 2016 bis 2024 Meister über 800 Meter sowie 2016 und 2019 auch über 1500 Meter.

## Persönliche Bestzeiten
- 800 Meter: 1:45,91 min, 17. Juni 2023 in Wien
  - 800 Meter (Halle): 1:46,20 min, 23. Februar 2020 in Budapest (ungarischer Rekord)
  - 1000 Meter (Halle): 2:21,39 min, 10. Februar 2024 in Budapest
- 1500 Meter: 3:41,37 min, 5. Juni 2019 in Lahti
  - 1500 Meter (Halle): 3:48,02 min, 4. Februar 2023 in Budapest